# Curtis Mayfield
Curtis Lee Mayfield (Chicago, Illinois, 3 de junio de 1942 - Roswell, Georgia, 26 de diciembre de 1999) fue un cantante, compositor y guitarrista de soul y funk estadounidense. 
El legado de composiciones, grabaciones e interpretaciones de Mayfield es enorme. Como voz principal de la formación The Impressions, hizo algunas de las grabaciones más importantes del soul vocal de los 60. 
Emprendió su carrera en solitario en la década de los 70, inspirado en el funk y añadiendo rasgos urbanos a la música soul, siendo uno de los máximos exponentes de estilos como el chicago soul, el uptown soul y el soul psicodélico, además del movimiento filmico blaxploitation. 
Mayfield escribía la mayoría de su material, cuando esto no era habitual entre los cantantes soul. Fue uno de los primeros músicos que se involucró en el movimiento del orgullo de la cultura afroamericana, plasmado en sus letras, de la misma forma que lo hacían Aretha Franklin o Nina Simone. Como productor y compositor fue uno de los grandes creadores del chicago soul, trabajando para y con artistas del género como Gene Chandler, Jerry Butler, Major Lance y Billy Butler. 
Como guitarrista, manifiesta ciertas influencias de la música negra más latina, algo que también dejó entrever en ocasiones dentro de The Impressions en los años 60. Durante la década posterior mejoró su trabajo como guitarrista y productor añadiendo ciertas esencias del funk y el rock psicodélico.
Mayfield nunca estuvo dispuesto a sumarse a la corriente pop de acercarse a grandes masas como hacían, en especial, las estrellas de Motown.
En el año 2004 la revista Rolling Stone lo colocó en el puesto 98 de su lista 100 Greatest Artists of All Time. Además, Curtis Mayfield es uno de los pocos artistas que tiene múltiples inducciones en el Salón de la Fama del Rock and Roll; en 1991, por primera vez, como integrante del grupo The Impressions y, en 1999, por segunda vez, en reconocimiento por su carrera como solista.

## Biografía
Nació en Chicago, su carrera dentro de la música comenzó junto a Jerry Butler, con quien fundó de The Impressions en 1958; en ese mismo año consiguieron su primer éxito con "For Your Precious Love". Butler, que hasta entonces era el cantante principal de la banda, emprendió su carrera en solitario. Los dos fundadores de la banda se mantuvieron en contacto musical hasta que, en 1961, Mayfield junto a The Impressions consiguió colocar el sencillo "Gypsy Woman" en el top20. 
Como compositor, creó uno de los grandes éxitos de la música negra, "People get ready", que ha sonado en las voces de artistas como Aretha Franklin, Bob Dylan, George Benson, Al Green, Rod Stewart y Alicia Keys (en la banda sonora de Glory Road).
Una de sus mayores influencias fue el góspel, algo que dejó ver desde sus comienzos, junto a influencias incipientes del doo wop o el pop arena. Con The Impressions solía usar habitualmente el modo de llamada respuesta tan usado en el góspel, y en cuanto a temática solía usar temas amorosos, pero también eran comunes los temas sobre el orgullo y costumbres de la comunidad afroamericana. Su uso de explosivas secciones de viento, un ritmo punteante y la influencia latina, dieron origen al chicago soul; con este incipiente estilo y Mayfield a la cabeza como voz y guitarra, The Impressions consiguieron 14 éxitos en el top40 de la década de los 60, siendo de todos sus años 1964 el más importante.
En 1970, emprendió su carrera en solitario. Sus primeros sencillos tenían un aire muy funk, como "(Don't Worry) If There's a Hell Below, We're All Gonna Go", en el que muchos creían excesiva la forma tan cruda con que se hablaba sobre hechos de la comunidad negra urbana. En solitario no cosechó tanto éxito como anteriormente, hasta que en 1972 llegó la banda sonora de Superfly y con ella el éxito, dando lugar al movimiento blaxploitation. La banda sonora tuvo mucha más relevancia que la película por sí misma.
En aquel momento, Curtis Mayfield era, junto a Stevie Wonder y Marvin Gaye, el icono de un nuevo soul. Tras el éxito abrumador de Superfly cosechó éxitos menores como "Kung Fu", "So in Love" y "Only You Babe". A principios de los 80 volvió a conseguir algunos éxitos más, pero, en líneas generales, la década fue de decadencia y sólo publicaba de forma esporádica algún álbum. 
En 1990, durante una actuación en Brooklyn, sufrió un accidente cuando una torre de luces cayó sobre él, dejándole paralizado de cuello para abajo. A mediados de los 90, aparecieron algunos álbumes tributo en compañía de artistas como Eric Clapton, Bruce Springsteen o Gladys Knight. En 1998 le fue amputada la pierna derecha debido a la diabetes que padecía. 
Falleció el 26 de diciembre de 1999 a los 57 años, en el Hospital Regional North Fulton en Roswell, Georgia, debido a la disminución constante de su salud después de su parálisis. Su cuerpo fue cremado y las cenizas entregadas a su familia.

## Discografía

### Álbumes
| Año  | Título                                   | Sello         |
| ---- | ---------------------------------------- | ------------- |
| 1970 | Curtis                                   | Rhino         |
| 1971 | Curtis/Live!                             | Rhino         |
| 1971 | Roots                                    | Rhino         |
| 1972 | Superfly                                 | Curtom        |
| 1972 | Rapping                                  | Curtom        |
| 1973 | Back to the World                        | Curtom        |
| 1973 | Curtis in Chicago: Recorded Live!        | Curtom        |
| 1974 | Got to find a way                        | Curtom        |
| 1974 | Sweet exorcist                           | Curtom        |
| 1975 | Let's do it again                        | Curtom        |
| 1975 | There's no place like America today      | Curtom        |
| 1976 | Give get take have                       | Ichiban       |
| 1977 | Never say you can't survive              | Ichiban       |
| 1977 | Short eyes                               | Curtom        |
| 1978 | Do it all night                          | Curtom        |
| 1979 | Heartbeat                                | RSO           |
| 1980 | Something to believe in                  | Ichiban       |
| 1983 | Honesty                                  | Epic          |
| 1985 | We come in pace                          |               |
| 1987 | Live in Europe                           | Curtom        |
| 1988 | People get ready: Live at Ronnie Scott's | Castle        |
| 1990 | Take it to the streets                   | Curtom        |
| 1994 | BBC Radio 1 in concert live              | Windsong      |
| 1994 | Live in New York City                    | ITM           |
| 1994 | Live                                     | Griffin music |
| 1995 | Live at the Bitter End                   | CTM           |
| 1996 | New World order                          | Warner Bros   |
| 1998 | Man of inspiration                       | Castle        |
| 1998 | Give it up                               | MCI music     |
| 2000 | Love is the place                        | RKO           |
| 2001 | Live at Ronnie Scott's                   | Castle        |
| 2003 | Gospel Greats                            | Rhino         |
| 2006 | Mastercuts presents                      | Rhino         |